# Moggridgea intermedia
Moggridgea intermedia är en spindelart som beskrevs av Hewitt 1913. Moggridgea intermedia ingår i släktet Moggridgea och familjen Migidae. Inga underarter finns listade i Catalogue of Life.